# HMS Royal Sovereign (1786)
HMS Royal Sovereign — 100-пушечный линейный корабль первого ранга. Третий корабль Королевского флота, названный в честь царствующего дома. Сражался при Трафальгаре в 1805 году.

## Постройка
Построен на королевской верфи в Плимуте, по чертежам Дж. Уильямса. Заложен 7 января 1774 года, во время гонки вооружений перед Американской революционной войной. Постройка несколько раз приостанавливалась. Спущен на воду лишь через 3 года после войны, 11 сентября 1786 года. Стоимость на момент спуска £67,458.

## Служба
Большую часть службы провел в Канале, с несколькими походами в Средиземное море.
1794 год — в составе флота адмирала Хау сражался при Славном Первом июня. Потерял 14 человек убитыми и 41 ранеными.
1795 год — 16 июня был флагманом Корнуоллиса при столкновении с превосходящими силами французов.
1805 год — капитан Эдвард Ротерем (англ. Edward Rotheram). Нес флаг адмирала Коллингвуда, младшего флагмана при Трафальгаре. Возглавлял подветренную колонну. Первым вступил в бой, первым прорвал линию противника. Свыше четверти часа сражался в одиночку, так как остальные корабли из-за слабого ветра не могли подойти для поддержки. Получил сильные повреждения, потерял 42 убитыми, 94 ранеными.
1806 год — переведен на Средиземное море. Участвовал в блокаде Тулона.
1811 год — ноябрь, вернулся во Флот Канала.
1825 год — 17 августа переименован в HMS Captain.
1826 год — разоружен, поставлен на прикол в Плимуте.
1841 год — отправлен на слом, и к 28 августа разобран. Несколько пушек сохранились в мемориале Коллингвуда в Тайнемут.